# Бесконечная любовь (фильм, 1981)
«Бесконечная любовь» (англ. Endless Love) — американский художественный фильм 1981 года режиссёра Франко Дзеффирелли. Сценарий к фильму написан Джудит Рэскоу на основе романа Скотта Спенсера. Этот фильм стал дебютным для известного актёра Тома Круза.
Заглавная тема для фильма «Endless Love» была написана певцом и композитором Лайонелом Ричи. С этой песней Лайонел Ричи номинировался на «Оскар» в категории «Лучшая песня».

## Сюжет
Главные герои фильма Дэвид и Джейд — своего рода Ромео и Джульетта. Их родители хотя и не враждуют между собой, но и слышать не желают об их отношениях. Ведь малышке Джейд всего лишь 15, а Дэвиду хотя и 17, но о серьёзных отношениях думать рано.
Джейд же и Дэвид без памяти любят друг друга, и им нет дела до запрета родителей. Дэвид готов сделать что угодно для того, чтобы увидеть свою возлюбленную. Когда её родители пытаются помешать ему увидеть Джейд, Дэвид сжигает их дом. В итоге страсть Дэвида к Джейд становится слишком опасной, и Джейд вынуждена уехать, иначе они оба могут погибнуть. Дэвида по решению суда помещают в психиатрическую клинику, где он проводит два года. Когда Дэвид выходит оттуда, он отправляется искать Джейд. В Нью-Йорке он случайно сталкивается с Хью, отцом своей возлюбленной. Хью бросается в погоню за Дэвидом, но в результате его самого насмерть сбивает автомобиль. И Дэвид невольно оказывается причастным к новой трагедии в семье Джейд…

## В ролях
- Брук Шилдс — Джейд Баттерфилд
- Мартин Хевит — Дэвид Аксельрод
- Ширли Найт — Энн Баттерфилд
- Дон Мюррей — Хью Баттерфилд
- Ричард Кили — Артур Аксельрод
- Беатрис Стрейт — Роз Аксельрод
- Джеймс Спейдер — Кейт Баттерфилд
- Ян Зиринг — Сэмми Баттерфилд
- Пенелопа Милфорд — Ингрид Орчестер
- Том Круз — Билли
- Уолт Горней — Пэссерби
- Джейми Герц — Пэтти

## Съёмочная группа
- Произведение: Скотт Спенсер
- Автор сценария: Джудит Рэскоу
- Режиссёр: Франко Дзеффирелли
- Оператор: Дэвид Уоткин
- Монтаж: Майкл Шеридан
- Композиторы: Лайонел Ричи и Джонатан Тьюник
- Художник: Эд Уиттстайн
- Костюмы: Кристи Зи
- Продюсер: Дайсон Ловелл
- Исполнительный продюсер: Кит Бэриш